# African Trade & Investment Development Insurance
Die African Trade & Investment Development Insurance (ATIDI) – vormals African Trade Insurance Agency (ATI) – ist Afrikas multilateraler Handels- und Investitionsversicherer.
ATI wurde 2001 von afrikanischen Ländern gegründet, um durch die Versicherung von Handels- und Investitionsrisiken mehr Auslandsinvestitionen zu fördern.
Zu diesem Zweck beseitigt ATIDI die vermeintlichen und tatsächlichen Investitions-, politischen und Kreditrisiken, die mit vielen Transaktionen verbunden sind.
In den französisch-sprachigen Ländern wird der Name „Assurance pour le développement du commerce et de l’investissement en Afrique“ aber mit der englisch Abkürzung ATIDI verwendet.
Konkret deckt ATIDI Risiken wie Enteignung, Zahlungsausfall von Regierungen, staatlichen Unternehmen und Unternehmen, Nichteinhaltung staatlicher und unterstaatlicher Verpflichtungen, Währungsinkonvertibilität und Embargos, um nur einige zu nennen. ATIDI versichert derzeit Handel und Investitionen im Wert von über 8 Milliarden USD pro Jahr. Zu den Partnern und Kunden von ATIDI gehören afrikanische Regierungen, Kreditgeber, Händler (sowohl inländische als auch internationale), Projektentwickler und Versicherer.

## Mitglieder
Im März 2024 waren folgende afrikanische Länder Mitglieder:
| Angola   | Äthiopien                    | Benin          | Burkina Faso |
| Burundi  | Demokratische Republik Kongo | Elfenbeinküste | Ghana        |
| Kamerun  | Kenia                        | Madagaskar     | Malawi       |
| Mali     | Niger                        | Nigeria        | Ruanda       |
| Sambia   | Senegal                      | Simbabwe       | Südsudan     |
| Tansania | Togo                         | Tschad         | Uganda       |
Des Weiteren sind folgende nicht-afrikanische Staaten institutionelle Mitglieder Mitglieder:
- African Development Bank
- African Reinsurance Corporation
- Atradius Participations Holding
- Chubb
- CESCE (Spanish ECA)
- Indien (repräsentiert durch ECGC)
- Nippon Export and Investment Insurance (NEXI)
- SACE S.p.A (Italian ECA)
- The Common Market of Eastern and Southern Africa (COMESA)
- Trade and Development Bank (TDB)
- Kenya Re
- The PTA Reinsurance Company (Zep Re)
- UK Export Finance

## Ratings
Seit über einem Jahrzehnt hält ATI ein „A/Stable“-Rating für Finanzkraft und Gegenparteikredit von Standard & Poor’s, und 2019 erhielt ATI ein A3/Stable-Rating von Moody’s, das 2023 auf A3/Positive revidiert wurde.